# Chrysopilus edgari
Chrysopilus edgari är en tvåvingeart som beskrevs av Paramonov 1962. Chrysopilus edgari ingår i släktet Chrysopilus och familjen snäppflugor. Inga underarter finns listade i Catalogue of Life.